# Ziaran
Ziaran (en persan : زیاران), également transcrit Ziyaran, est une ville d'Iran, située dans la province de Qazvin.